# إتيولوجيا (أدب)
إتيولوجيا أو ايتيولوجيا، سببيات. قصة تفسيرية، Aitiologie ، Etiology (اليونانية القديمة aitía «مُسبب»، -لوجي: علم الأسباب) تشير في الأساطير، علوم الدين، ودراسات السرد إلى قصة (خبر، رواية) ذات مغزى، لشرح أو تبرير الظروف الراهنة بأحداث من الماضي، على سبيل المثال: ظاهرة طبيعية، أو تشكيل صخري ما، أو حدث أو تقليد محدد أو اسم بحر أو نهر أو الجبل أو مكان مقدس. هذا السرد التفسيري يمكن أن تأخذ شكل حكايات، خرافات، أسطورة أوأن تكون دالة أدبية. المثير للجدل في كثير من الأحيان، إلى أي مدى يجب أن تكون الأحداث المروية اخترع فحسب (خيال) أو أحداث حقيقية في الماضي 

## الإتيولوجيا في الأدب القديم
كانت هناك العديد من الإتيولوجيات في العصور القديمة لأصل الحيوانات والنباتات والتكوينات الصخرية الغريبة والطوائف المحلية وأسماء الأماكن، مثل البندقية: فينيسيا من الشعار اللاتيني Veni etiam «جئتُ كذلك» - في مدينة البحيرة يترجم «تعال مرة أخرى»أساطير الأصل هذه التي جمعها الشاعر الهلنستي كاليماخوس Kallimachos حوالي 270 ق.م في عمله أيتيا. مثال آخر من الأدب القديم مشابه لأتينا هو التحولات للشاعر الروماني أوفيد حوالي 8 م.(قارن إلى aitiai أرسطو).
في قصة الخلق في كتاب موسى الأول بالكتاب المقدس نجد أن راحة الإله يهوه في اليوم السابع أسطورة إتيولوجية للشبات اليهودي في يوم السبت. الرواية التوراتية عن سلم يعقوب Gen 28 تعتبر أسطورة عبادة إتيولوجية لتبرير بيثيل كمكان عبادة قديم: بعد الاستيقاظ من حلمه، يسمى يعقوب المكان بيت إيل «بيت الله».

تعد قصة نوح إتيولوجيا لحدث طبيعي، ففي نهاية الفيضان التوراتي: يصنع يهوه عهدًا مع نوح ويضع قوس قزح كعلامة للعهد في الغيوم.

## وصلات خارجية
- Andreas Scherer في: ميكايلا باوكس، كلاوس كوينن، ستيفان ألكير (ed. ): موسوعة الكتاب المقدس العلمية على الإنترنت (WiBiLex)، شتوتغارت 2006   وما يليها. (مقال من سبتمبر 2008.)

## هوامش
1. ↑  Andreas Scherer: Ätiologie. In: Michaela Bauks, Klaus Koenen, Stefan Alkier (Hrsg.): Das wissenschaftliche Bibellexikon im Internet (WiBiLex), Stuttgart 2006 ff. (Artikel vom September 2008.)
2. ↑  
 Gerhard von Rad: Theologie des Alten Testaments. Band 1: Die Theologie der geschichtlichen Überlieferungen Israels (= Einführung in die evangelische Theologie. 1, 1, ZDB-ID 518995-0). 6. Auflage. Chr. Kaiser, München 1969, S. 51.
3. ↑  Bernhard Kirchmeier: Der Noachbund – Eine umfassende Analyse. Grin, München 2009, ISBN 978-3-640-48301-3, S. 24–26 (Studienarbeit; Seitenansichten in der Google-Buchsuche).